# Allius Barnes
Allius Barnes, född 13 januari 1999 i Los Angeles, är en amerikansk skådespelare.
Barnes har bland annat medverkat i TV-serierna Cruel Summer från 2021 och I'm a Virgo 2023. Han har även medverkat i filmen American Skin från 2019.

## Filmografi (i urval)
- 2019 – American Skin
- 2021 – Cruel Summer (TV-serie)
- 2023 – I'm a Virgo (TV-serie)